# Scotopteryx gallica
Scotopteryx gallica är en fjärilsart som beskrevs av Eugen Wehrli 1924. Scotopteryx gallica ingår i släktet backmätare, och familjen mätare. Inga underarter finns listade.